# Narona
Narona is een geslacht van weekdieren uit de klasse van de Gastropoda (slakken).

## Soorten
- Narona clavatula (G. B. Sowerby I, 1832)
- Narona exopleura (Dall, 1908)